# 川黔黃鵪菜
川黔黄鹤菜（学名：Youngia rubida），为菊科黄鹌菜属下的一个植物种。